# Niederländischer Gulden
Der Niederländische Gulden oder Holländische Gulden (französisch Florin, englisch guilder) ist die ehemalige Währung der Niederlande. Er wurde durch den Euro am 1. Januar 1999 als Buchgeld, ab 1. Januar 2002 als Bargeld abgelöst. Bis zum 28. Januar 2002 war der Gulden gesetzliches Zahlungsmittel.
Das Währungssymbol ƒ (auch fl oder hfl) stammte von einer älteren Währung, dem Florin, niederländisch florijn.

## Geschichte

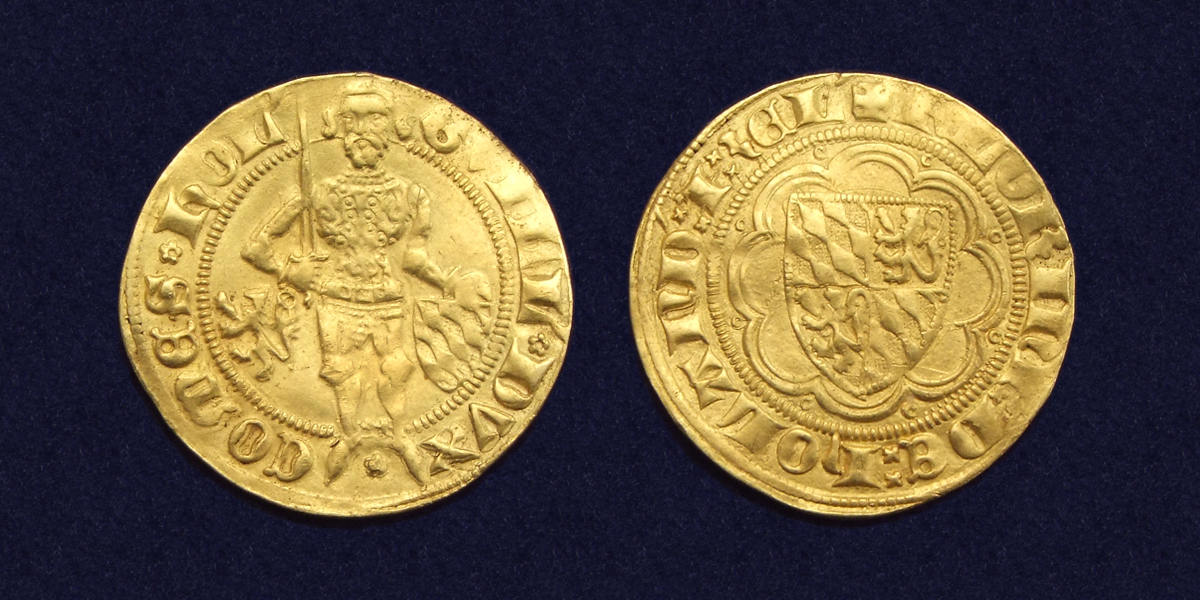
Goldgulden Bayern (Straubing)-Holland
A: ·Herzog mit 2 Wappenschilden (Bayern und Holland) mit Umschrift GUIELMUS DUX + COMES HOL. –
R: Wappen von Bayern-Holland mit Umschrift FLORIN DE HOLAND

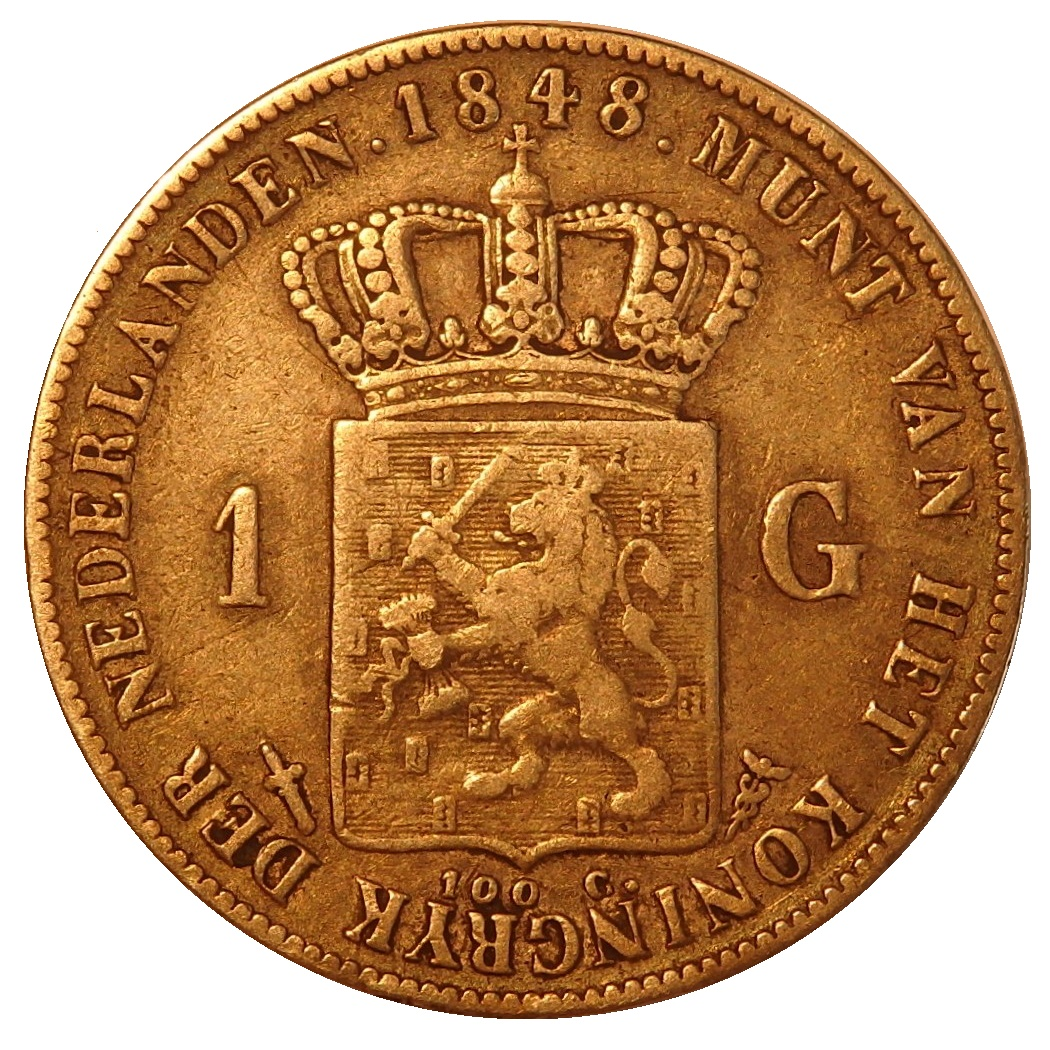
Gulden von 1848, Porträtseite siehe Wilhelm II. (Niederlande)

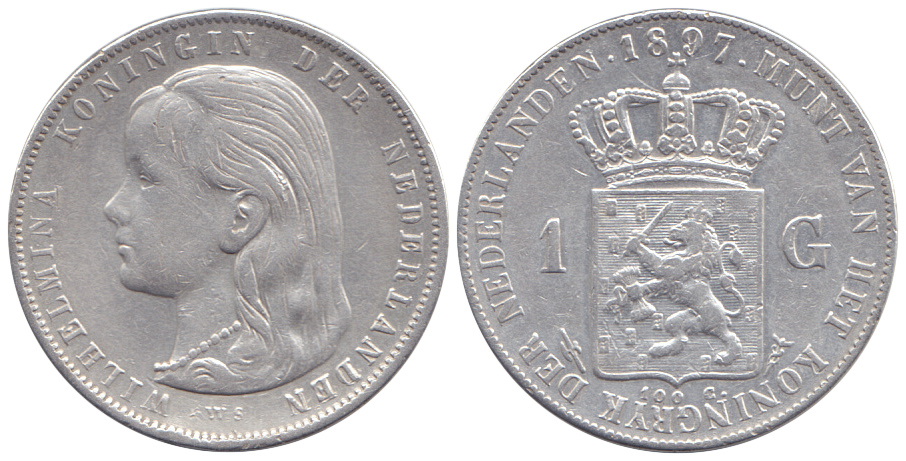
Gulden von 1897, Porträtseite siehe Wilhelmina

Herzog Wilhelm I. von Straubing-Holland ließ 1378 als Graf Wilhelm V. von Holland und Seeland die ersten Gulden in Holland prägen. Auch später ließen einzelne Fürsten Gulden prägen.
Ein Niederländischer Staat im engeren Sinne entstand erst 1581 mit der Republik der Vereinigten Niederlande. Diese Republik prägte jedoch keine eigenen Münzen, das Münzregal lag bei den Provinzen. Der Gulden war zu dieser Zeit eine verbreitete Rechnungsmünze im Wert von 20 Stüber = 320 Holländischen Pfennigen. Seit 1601 wurden diese Gulden in Silber ausgeprägt. 1694 wurde von den Generalstaaten der Generaliteitsgulden eingeführt.
Im Vereinigten Königreich der Niederlande wurde 1814 das Währungswesen nach den Napoleonischen Kriegen neu geordnet. Unter anderem wurde die De Nederlandsche Bank als Notenbank gegründet. Sie gab erstmals Banknoten aus. Diese wurden 1904 zum gesetzlichen Zahlungsmittel erklärt. 1816 wurde der Gulden dezimalisiert und Stüber und Pfennige durch den Cent als untergeordnete Einheit ersetzt.

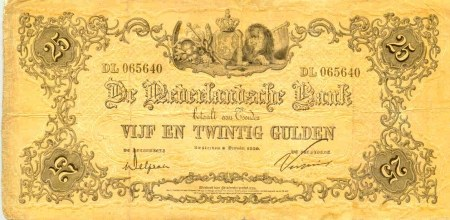
25-Gulden-Schein von 1861
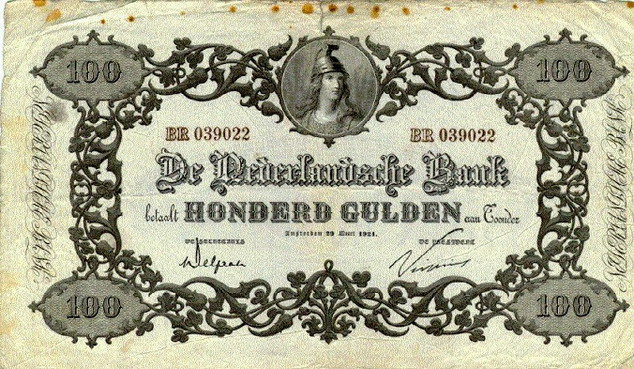
100-Gulden-Schein von 1921
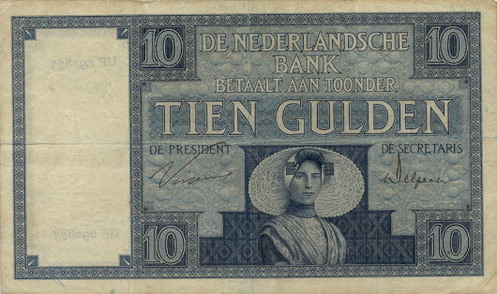
10-Gulden-Schein von 1930
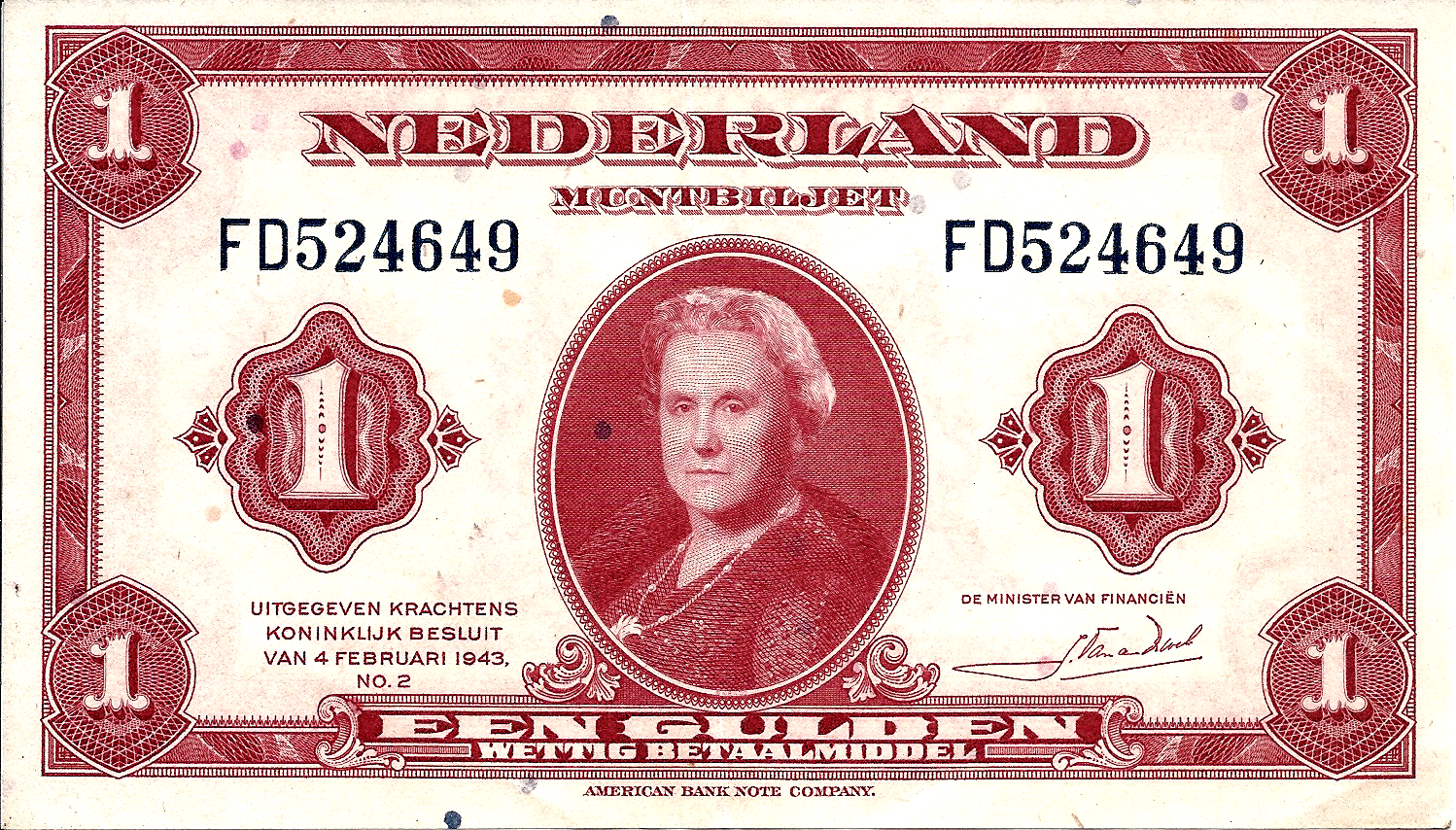
1-Gulden-Schein von 1943, herausgegeben von der niederländischen Exilregierung in London für die Verwendung nach der Befreiung der Niederlande.

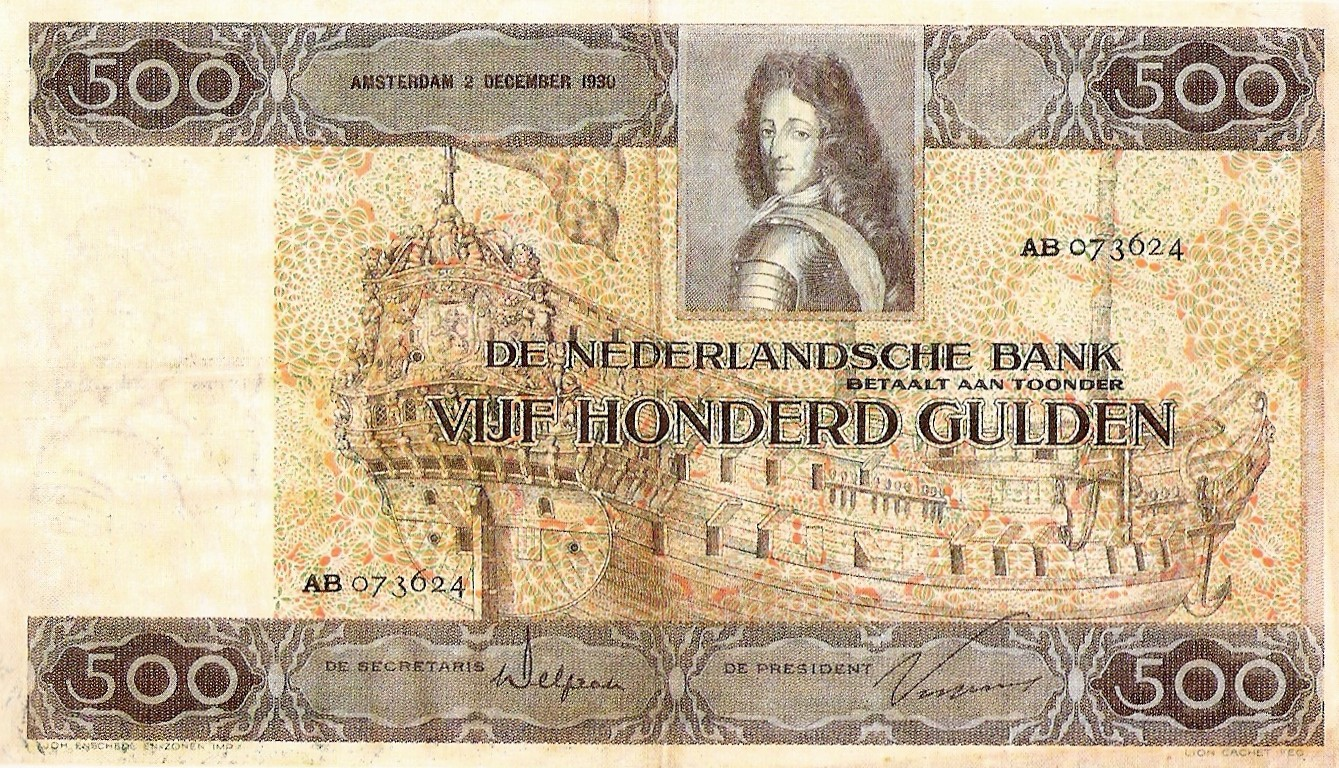
500 Gulden von 1930

## Münzen und Scheine von 1945 bis 2000

2½ niederländische Gulden aus dem Jahr 1972

Vor der Einführung des Euro waren folgende Nennwerte im Umlauf:
- Münzen:
  - 5 Cent (Stuiver)
  - 10 Cent (Dubbeltje)
  - 25 Cent (Kwartje)
  - 1 Gulden
  - 2½ Gulden (Rijksdaalder)
  - 5 Gulden

| Nennwert          | Vorderseite | Rückseite | Motive                                                                                              | Durchmesser | Dicke  | Rand                                                      |
| ----------------- | ----------- | --------- | --------------------------------------------------------------------------------------------------- | ----------- | ------ | --------------------------------------------------------- |
| 1 Cent (bis 1983) |             |           | RS: Abbild der Königin Juliana (1948–1980)                                                          | 1,7 cm      | 1,1 mm | glatt                                                     |
| 5 Cent            |             |           | RS: Abbild der Königin Juliana (1948–1980)                                                          | 2,09 cm     | 1,3 mm | glatt                                                     |
| 10 Cent           |             |           | VS: Eine Krone RS: Abbild der Königin Juliana (1948–1980)                                           | 1,45 cm     | 1 mm   | geriffelt                                                 |
| 25 Cent           |             |           | VS: Eine Krone RS: Abbild der Königin Juliana (1948–1980)                                           | 1,85 cm     | 1,5 mm | geriffelt                                                 |
| 1 Gulden          |             |           | VS: Wappen der Niederlande und „Nederland“ (Niederlande) RS: Abbild der Königin Juliana (1948–1980) | 2,5 cm      | 1,9 mm | „God zij met ons“ (Gott sei mit uns)                      |
| 2½ Gulden         |             |           | VS: Wappen der Niederlande und „Nederland“ (Niederlande) RS: Abbild der Königin Juliana (1948–1980) | 2,81 cm     | 2 mm   | „God zij met ons“ (Gott sei mit uns)                      |
| 5 Gulden          |             |           | RS: Abbild der Königin Beatrix (1980–2013)                                                          | 2,35 cm     | 2,5 mm | geriffelt mit Gravur „God zij met ons“ (Gott sei mit uns) |

Die ½-Cent-Münzen wurden bereits 1948 aus dem Verkehr gezogen; die 1-Cent-Münzen am 1. März 1983. Die 5-Gulden-Münzen wurden erst am 1. Mai 1988 eingeführt.
- Scheine: 5, 10, 25, 50, 100, 250, 1000 Gulden
- abgebildet sind die Banknoten der vorletzten (1966 bis 1972/73/85) und letzten (1989 bis 1997) Serie.

| Nennwert            | Vorderseite | Rückseite  | Farbe       | Motive                                                                                           |
| ------------------- | ----------- | ---------- | ----------- | ------------------------------------------------------------------------------------------------ |
| 5 Gulden (bis 1990) |             |            | grün        | VS: Joost van den Vondel (1587–1679), Dichter                                                    |
| 10 Gulden           |             |            | blau        | VS: Frans Hals (1580/85–1666), Maler                                                             |
| 10 Gulden           |             | blau-lila  |             |                                                                                                  |
| 25 Gulden           |             |            | rot         | VS: Jan Pieterszoon Sweelinck (1561–1621), Komponist                                             |
| 25 Gulden           |             | rot-rosa   |             |                                                                                                  |
| 50 Gulden           |             |            | gelb-orange | VS: Eine Sonnenblume RS: Eine Karte mit Sonnenblumenfeldern im IJsselmeer                        |
| 100 Gulden          |             |            | braun       | VS: Eine Bekassine RS: Eine Doppelschnepfe                                                       |
| 100 Gulden          |             | braun-grau |             |                                                                                                  |
| 250 Gulden          |             |            | lila        | VS: Der Leuchtturm Westerlichttoren in Zeeland RS: Ein Leuchtturm und eine Karte der Niederlande |
| 1000 Gulden         |             |            | grün        | VS: Baruch de Espinoza (1632–1677), Philosoph                                                    |
| 1000 Gulden         |             | grün-grau  |             |                                                                                                  |

Die 2,50- und 20-Gulden-Scheine waren bis 1970 in Umlauf; die 5-Gulden-Scheine wurden 1990 aus dem Verkehr gezogen.
Die Emission der 50-Gulden-Scheine erfolgte 1981, die der 250-Gulden-Scheine 1986.
Die 10-Gulden-Note war (1997 oder früher) möglicherweise der weltweit erste Geldschein, der mit EURion-Konstellation als Sicherheitsmerkmal ausgegeben wurde. Dazu gehörte bei allen Abschnitten auch das Zitat aus dem Wetboek van het strafrecht.

Durchsichtsregister auf einer 25-Gulden-Note

Unterschrift von Wim Duisenberg auf einer 25-Gulden-Note

## Euroeinführung
Der Kurs für den Umtausch beträgt 1 Euro = 2,20371 hfl. Der ISO-4217-Code ist NLG. Münzen wurden nur bis zum 1. Januar 2007, Scheine hingegen werden noch bis zum 1. Januar 2032 umgetauscht.
Die Währungsbezeichnung Gulden existiert noch auf den karibischen Inseln Curaçao und Sint Maarten (Antillen-Gulden) und auf Aruba (Aruba-Florin).
Bonaire, Saba und Sint Eustatius wechselten am 1. Januar 2011 vom Antillen-Gulden zum US-Dollar. Grund dafür war die Auflösung der Niederländischen Antillen im Oktober 2010.